# Viaduc des Bergères
Le viaduc des Bergères, est un viaduc de l'autoroute française A89 situé près de la sortie 24 sur les communes d'Aix et Merlines dans le département de la Corrèze, en France.

## Ouvrages d'art à proximité
Le viaduc est distant de 200 mètres du viaduc de la Barricade. Il se situe également à 2 kilomètres à l'ouest du viaduc du Chavanon marquant la frontière entre le Limousin et l'Auvergne. À l'extrémité ouest du même tronçon se trouve viaduc de la Sarsonne. À l'extrémité est du même tronçon, on franchit le viaduc de la Clidane. 
Le tronçon de l'autoroute A89 situé entre les sorties 24 et 25 a été le premier tronçon réalisé sur la partie de l'autoroute reliant les autoroutes A20 à A71. Il est situé dans la partie la plus élevée de l'autoroute et dans un environnement particulièrement accidenté nécessitant la construction d'ouvrages d'art importants.

## Description
De 282 mètres de longueur, le viaduc des Bergères est situé sur la commune d'Aix.
Le tablier de l'ouvrage est une poutre-caisson en béton précontraint mis en place suivant la méthode de poussage depuis la culée ouest. Cette solution est une variante du principe de construction imaginée par le maître d'œuvre mise au point par Michel Placidi et le bureau des méthodes de l'entreprise Razel.